# NGC 2171
NGC 2171 ist ein Asterismus im Sternbild Mensa.
Das Objekt wurde am 16. Dezember 1835 vom britischen Astronomen John Herschel entdeckt. Es ist jedoch aufgrund der angegebenen Koordinaten nicht sicher, dass es sich wirklich um das Objekt handelt, dass beobachtet wurde. Die einzige Möglichkeit ist, dass John Herschel einen 10- oder 20-minütigen Fehler in seiner Rektaszension gemacht hat und dass seine Beobachtung auf eine der Sternwolken am östlichen Ende der Großen Magellanschen Wolke zutrifft.